# El franctirador
El franctirador (títol original en anglès: American Sniper) és una pel·lícula estatunidenca dirigida per Clint Eastwood. Es basa lliurement en el llibre de memòries American Sniper: The Autobiography of the Most Lethal Sniper in U.S. Military History (2012) de Chris Kyle, amb Scott McEwen i Jim DeFelice. La pel·lícula, que va estar nominada a sis Oscars el 2015, va iniciar el rodatge el 31 de març del 2014 a Los Angeles. La pel·lícula segueix la vida de Kyle, que es va convertir en el franctirador més letal en la història militar dels Estats Units amb 255 morts en quatre viatges a la guerra de l'Iraq, 160 dels quals van ser confirmats oficialment pel Departament de Defensa. Mentre Kyle va ser celebrat pels seus èxits militars, els seus períodes de servei van suposar una pesada càrrega sobre la seva vida personal i familiar. La pel·lícula és protagonitzada per Bradley Cooper en el paper de Kyle i Sienna Miller en el paper de la seva dona Taya, amb Luke Grimes, Kyle Gallner, Sam Jaeger, Jake McDorman i Cory Hardrict en papers secundaris. Ha estat doblada i subtitulada al català.
L'estrena mundial va ser l'11 de novembre del 2014, a l'American Film Institute, seguit d'un llançament limitat als Estats Units el 25 de desembre del 2014 i una àmplia estrena el 16 de gener del 2015. La pel·lícula es va convertir en un gran èxit, amb una recaptació mundial de més de 547 milions de dòlars, de manera que és la pel·lícula més taquillera del 2014 als Estats Units ($ 350 milions), la pel·lícula de guerra més taquillera de tots els temps, i la pel·lícula més taquillera d'Eastwood fins a la data.
La pel·lícula va rebre lloances per part dels crítics, especialment cap a l'actuació protagonista de Cooper i la direcció d'Eastwood, tot i que va atreure certa controvèrsia sobre la seva representació tant de la guerra a l'Iraq com de Chris Kyle. En els Premis Oscar, American Sniper va rebre sis nominacions, incloent-hi Millor Pel·lícula, Millor Guió Adaptat i Millor Actor per a Cooper, en última instància, va guanyar un premi a la Millor Edició de So.

## Argument
La pel·lícula està centrada en la persona de Chris Kyle, un texà que va batre el rècord de morts com a franctirador de l'exèrcit nord-americà. Kyle va ser enviat a l'Iraq amb la missió de protegir els seus companys. La seva punteria i precisió mil·limètrica va salvar incomptables vides en el camp de batalla, per la qual cosa es va guanyar el sobrenom de «Llegenda», però la notícia de les seves gestes va arribar fins a les files enemigues ... A l'Iraq, Chris va participar en quatre perilloses missions mentre a casa l'esperaven la seva dona Taya (Sienna Miller) i els seus dos fills petits.
En uns dels viatges Chris tenia com a objectiu protegir a qualsevol preu als marines, on s'embarcava la recerca d'un terrorista amb el nom de «El Carnisser» per saber la ubicació d'Arkawi (príncep d'Al-Qaida). En el primer viatge, l'exèrcit nord-americà realitza una inspecció de recerca «casa per casa», on troben diversos civils en contra del seu exèrcit. Fins que finalment Chris torna a casa amb la seva dona Taya i neix el seu fill home. En el segon viatge, Chris i els soldats troben civils que coneixen el «Carnisser» i els ajuden a trobar-lo donant-li pistes. Després d'un intent d'atrapar el «Carnisser», un civil avisa Mustafà, un franctirador que era campió de les Olimpíades. I després Chris torna amb la seva dona.
En el tercer, Chris i els soldats són interceptats per Mustafà, que toca el seu company, surten immediatament i els soldats són emboscats. Maten a un dels soldats i tornen als Estats Units per al seu funeral. A casa seva la dona li prega que deixi la guerra, i que si hi va no l'esperi més. Chris la consola i l'abraça.
Durant el seu quart i últim desplegament, Chris s'assabenta que un dels seus companys, que havia rebut un tret a la cara per part de Mustafà, va morir en una cirurgia. L'equip de Chris pateix una baixa novament per part de Mustafà durant el seu recorregut, i Chris s'adona que apuntava en una direcció incorrecta. Malgrat l'ordre dels seus companys de no disparar, ja que podrien revelar la seva posició, Chris descobreix la posició de Mustafà, i desobeint, Chris dispara i aconsegueix tocar-lo al cap a Mustafà, que es trobava a més de 2.000 metres de distància (el tret més llegendari de Kyle en tota la seva carrera). Chris i els seus companys pateixen una emboscada per part de tropes d'Al-Qaida, en què alguns moren en un atac aeri per un helicòpter de combat nord-americà. Chris, en haver complert la seva missió, crida a Taya i li diu que està a punt per tornar a casa. Ell i pocs dels seus homes aconsegueixen fugir dels atacants enmig d'una immensa tempesta de sorra.
En tornar als Estats Units, Kyle encara continua abstret pel que ha vist en la guerra. En un aniversari familiar, Kyle gairebé mata un gos que jugava amb el seu fill. En adonar-se'n gràcies a Taya, Chris decideix buscar ajuda i acudeix a un psicòleg que treballava amb veterans de guerra. El posen en contacte amb alguns veterans, els que han quedat lesionats, i Chris comparteix temps amb ells al polígon de tir i en teràpies de grup. També passa temps amb la seva filla veient cavalls en estables propers i porta el seu fill a caçar per primera vegada, i el seu matrimoni amb Taya s'enforteix, i ambdós moments feliços.
El dissabte 2 de febrer del 2013, Chris Kyle i el seu amic Chad Littlefield van ser assassinats de diversos trets pel marine Eddie Ray Routh, que patia de trastorn d'estrès posttraumàtic. Chris i Chad intentaven ajudar Routh, portant-lo a disparar al polígon de tir, sabent que és una activitat terapèutica per als veterans. Aquell matí, Taya acomiada Chris mentre aquest es trobava amb Routh a la porta de casa, sense saber que el veuria per última vegada.

## Repartiment
- Bradley Cooper és Chris Kyle

- Cole Konis és el jove Chris Kyle.

- Sienna Miller és Taya Rena Kyle

- Max Charles és Colton Kyle

- Luke Grimes és Marc Lee

- Pamela Denise Weaver com la mare de Marc Lee.

- Amie Farrell com l'esposa de Marc Lee.
- Kyle Gallner és Winston
- Sam Jaeger és Capità Martens
- Jake McDorman és Ryan Job
- Cory Hardrict és 'D' / Dandridge
- Navid Negahban és Sheikh Al-Obodi
- Eric Close és l'agent de la DIA Snead
- Eric Ladin és Squirrel
- Joel Lambert
- Rei Gallecs és Tony
- Kevin lacZ és Kevin Lacz
- Ben Reed és Wayne Kyle
- Elise Robertson és Debby Kyle
- Keir O'Donnell és Jeff Kyle
- Luke Sunshine és el jove Jeff Kyle
- Marnette Patterson és Sarah
- Brian Hallisay és el capità Gillespie
- Troy Vincent
- Brandon Salgado-Telis és Bully
- Jason Hall és un cowboy
- Billy Miller és un reclutat de soldats
- Leonard Roberts és l'instructor Rolle

## Producció
El 24 de maig del 2012, es va anunciar que Warner Bros va adquirir els drets del llibre amb Bradley Cooper, conjunt per produir i protagonitzar la pel·lícula. Al setembre del 2012, David O. Russell va declarar que estava interessat a dirigir la pel·lícula. El 2 de maig del 2013, es va anunciar que Steven Spielberg podria dirigir la pel·lícula. El 5 d'agost del 2013, Spielberg va abandonar la direcció de la pel·lícula. Cooper havia pensat en Chris Pratt per interpretar a Kyle, però WB va acordar comprar només si Cooper protagonitzava la película.18 Spielberg havia llegit el llibre de Kyle, encara que ell desitjava tenir un conflicte més psicològic present en el guió, de manera que un personatge de «franctirador enemic» pot servir com un franctirador insurgent que estava tractant de rastrejar i matar Kyle. Les idees de Spielberg van contribuir al desenvolupament d'un llarg guió de prop de 160 pàgines. A causa de les limitacions pressupostàries de WB, Spielberg va sentir que no podia portar la seva visió de la història a la pantalla. El 5 d'agost del 2013, Spielberg es va retirar de la direcció. El 21 d'agost del 2013, es va informar que Clint Eastwood seria qui dirigiria la pel·lícula.

### Càsting
El 14 de març del 2014, Sienna Miller es va unir al repartiment de la pel·lícula. El 16 de març del 2014, Kyle Gallner es va unir al repartiment. El 18 de març del 2014, Cory Hardrict es va unir a la pel·lícula. El 20 de març del 2014, Navid Negahban, Eric Close, Eric Ladin, Rey Gallegos i Jake McDorman també es van unir al repartiment, igual que Luke Grimes i Sam Jaeger, el 25 de març del 2014. Kevin Lacz, un exSEAL de la Marina, és la imatge de si mateix i que serveix com a assessor tècnic. Així ho recull el llibre The Last Punisher, escrit pel mateix Lacz (ed. Crítica, 2017). Un altre exSEAL de la Marina, Joel Lambert, també es va unir a la pel·lícula, per interpretar un franctirador Delta. El 3 de juny, Max Charles va ser afegit al repartiment per interpretar el fill de Kyle, Colton Kyle.

### Rodatge
El rodatge i la producció va començar el 31 de març del 2014 a Los Angeles, també va ser parcialment rodada al Marroc. El 23 d'abril, Los Angeles Times va informar que els deu dies de filmació en un poble afganès estava a punt de començar al Ranxo de la pel·lícula del núvol blau a la zona de Santa Clarita. El 7 de maig, el rodatge de la pel·lícula va ser vista al voltant del Centre. Més tard, el 14 de maig, Cooper va ser vist filmant algunes escenes a Culver City, Califòrnia, i després va seguir pel rodatge d'escenes noves a Los Angeles el 16 de maig. El 30 de maig, Cooper i Miller van ser vists durant el rodatge d'escenes del casament dels seus personatges, que estaven filmant a bord d'un iot a Marina del Rey. El 3 de juny, Cooper va ser vist com a tirador SEAL de l'Armada, durant la filmació d'algunes escenes en un camp de tir Los Angeles. Les escenes de la molla i de la barra van ser filmades a Seal Beach, Califòrnia. Bradley Cooper va guanyar 18 quilos per al seu paper. El director de fotografia Tom Stern, va rodar la pel·lícula amb càmeres digitals Arri Alexa XT i Panavision C-, E i G-Sèries lents anamòrfiques. És la segona pel·lícula d'Eastwood que es va rodar digitalment, després de Jersey Boys.

### Música
No hi ha una música en si de crèdit en aquesta pel·lícula. El compositor i editor de música Joseph S. DeBeasi s'acredita com a compositor de música addicional, i Clint Eastwood, que ha compost les partitures per a la majoria de les seves pel·lícules des de Mystic River (2003), és reconegut com el compositor de "Taya's Theme ". La pel·lícula també apareix la cançó "Someone Like You", de Van Morrison, que sona durant l'escena de les noces.

### Estrena
El franctirador va tenir una estrena en un cinema de Los Angeles l'11 de novembre del 2014, just després de la mostra de Selma al Teatre Egipci de Grauman a Los Angeles. La pel·lícula rebrà una estrena limitada el 25 de desembre del 2014, abans de la seva estrena més ampli el 16 de gener del 2015.

### Acollida
El franctirador va rebre crítiques generalment positives dels primers crítics. A Rotten Tomatoes la pel·lícula té una qualificació de 72 %, basat en 255 comentaris, amb una qualificació mitjana de 6,8 sobre 10. A Metacritic, la pel·lícula té una puntuació de 72 sobre 100, basat en 48 crítics, cosa que indica «crítiques generalment favorables» dels crítics. La revista xilena especialitzada Cinetvymas va qualificar la pel·lícula com «llunyana per a un públic llatinoamericà» i «poc arriscada en el seu discurs».

### Crítica
El 20 de gener del 2015, el cineasta Michael Moore va criticar la pel·lícula de Clint Eastwood:
El meu oncle va ser assassinat per un franctirador a la Segona Guerra Mundial. Se'ns ha ensenyat que els franctiradors són covards, et disparen per l'esquena. Els franctiradors no són herois. I si són invasors, són pitjors.
Però si estàs en el sostre de casa teva defensant a la teva família dels invasors que han vingut de 10.000 km de distància, llavors no ets un covard franctirador: ets valent, ets un veí.
Michael Moore

## Premis i nominacions
- Premi Categoria Receptors Resultat Ref (s)
- Premis Oscar Millor pel·lícula Nominada
- Millor actor Bradley Cooper Nominat
- Millor guió adaptat Jason Hall Nominat
- Millor muntatge Joel Cox & Gary D. Roach Nominats
- Millor edició de so Alan Robert Murray, Bub Asman Guanyador
- Millor so John Reitz, Gregg Rudloff, Walt Martin Nominats
- Gremi de productors (PGA) Millor pel·lícula American Sniper Nominada
- Premis Satellite Millor guió adaptat Jason Hall Nominat
- Millor muntatge Gary Roach, Joel Cox Nominats
- Associació de Crítics de Phoenix Millor actor Bradley Cooper Nominat
- Millor guió adaptat Jason Hall Nominat
- National Board of Review Millor director Clint Eastwood Guanyador
- Top Ten de millors pel·lícules American Sniper Guanyadora
- Premis Eddie Millor muntatge en una pel·lícula - Drama Joel Cox & Gary D. Roach Nominats
- Gremi de disseny de producció Millor disseny de producció en una pel·lícula - Contemporània James J. Murakami, Charisse Cardenas Nominats
- American Film Institute 2014 Top 10 de pel·lícules de l'any American Sniper Guanyadora
- Premis WGA Millor guió adaptat Jason Hall Nominat
- Premis BAFTA Millor guió adaptat Jason Hall Nominat
- Millor so Walt Martin, John T. Reitz, Gregg Rudloff, Alan Robert Murray & Bub Asman Nominats
- Premis de la Crítica Cinematogràfica Millor pel·lícula d'acció Nominada
- Millor actor en una pel·lícula d'acció Bradley Cooper Guanyador